# Zelinka Ildikó
Zelinka Ildikó (Budapest, 1969. július 29.–) magyar újságíró, sportriporter, kommunikációs szakember, szupervisor, coach. 2016-ig a Magyar Televízió meghatározó műsorvezetője, éveken át műkorcsolya és jégtánc események kommentátora, sportműsorok szerkesztő-műsorvezetője volt. Riporterként számos portréfilmben közreműködött, jelenleg kommunikációval, személyiségfejlesztéssel foglalkozik.

## Életpályája
Édesanyja Alföldy Margit, édesapja Zelinka László. Gyermekkorát Sződön töltötte, majd tanulmányait a budapesti Dózsa György Gimnázium testnevelés szakán folytatta, itt érettségizett 1987-ben. Gyerekként intenzíven sportolt: versenyszerűen úszott (KSI), majd kosárlabdázott (Spartacus; Tungsram NBI, később TFSE-ben játszott). Ifjúsági válogatott, magyar bajnok.
A Magyar Testnevelési Egyetem elvégzése után testnevelő tanár, valamint kosárlabda és úszás edző lett (1987-1991). A diploma megszerzését követően a Pannónia úti Általános iskolában helyezkedett el testnevelő tanárként (1991-1992).
Pályája kezdetén kellemes hangjára figyeltek fel, rádiózni hívták, másfél évig dolgozott a Rádió11 regionális rádiónál műsorvezetőként. 1994-ben került a Duna Televízió sportosztályához, itt szerkesztő-műsorvezető lett, de más műfajban is kipróbálta magát, többek között Peterdi Pál: Gyarmati sors, avagy egy bal kéz története című könyvből készült portréfilm riportereként láthattuk. Magas színvonalú műsorvezetői munkájáért 1998-ban megkapta a Duna Televízió Nívó-díját. 1999-től dolgozott a Magyar Televízió sportosztályán. A 2000-es Sydney-i olimpiai összefoglaló műsorát Vass István Zoltánnal, az Én olimpiám című sorozatot pedig Vitray Tamással együtt vezették. Gyermekei születését követően rövid ideig az MM Megoldások Magazinja című szolgáltató műsor állandó műsorvezetője az M1-en (2011-2013).
Éveken át volt a műkorcsolya és jégtánc, műugró- és tornászbajnokságok tudósítója, majd 2006, 2010 és 2014-ben az országgyűlési és önkormányzati választásokon társ-műsorvezetőként közreműködött, ehhez a területhez kapcsolódva szerezte meg második diplomáját a Budapesti Corvinus Egyetemen, mint választási szakértő (2011). Öt nyári és négy téli olimpián dolgozott, mint műsorvezető, kommentátor és sportriporter.
Ezt követően a sportriporteri, műsorvezetői munkája mellett új területen bővítette ismereteit, a Károli Gáspár Református Egyetemen diplomás szupervisorként végzett 2014-ben, majd két évvel később okleveles coach képesítést szerzett (Laurus Fejlesztő Központ).
 
Jelenleg a  Media Coaching  nevű cég vezetője, ahol kommunikációs tanácsadóként, trénerként, és coachként sportolók és a médiában dolgozók munkáját támogatja, segíti.

## Díjak
- Nívó díj magas színvonalú műsorvezetői munkájáért / Duna TV (1998)
- Csoportos Nívó díj a 2008-as pekingi olimpián végzett munkájáért / MTV (2008)

## Családja
Két gyermeke van: Hanna (2007) és Luca (2009)

## Főbb munkái
- Peterdi Pál: Garmati sors. Avagy egy bal kéz története című könyvéből készült portréfilm riportere (1997)
- Sydney-i olimpia összefoglaló – társ-műsorvezető (Vass István Zoltánnal, 2000)
- Műkorcsolya és jégtánc versenyek – kommentátor (2000-től)
- „Én olimpiám” sorozat – társ-műsorvezető (Vitray Tamással, 2000)
- Műkorcsolya Eb, Budapest – kommentátor; Sebestyén Júlia sporttörténeti győzelmének közvetítése (2004)
- Országgyűlési és önkormányzati választások – társ-műsorvezető (2006, 2010, 2014)
- Lottósorsolás/MTV – műsorvezető, háziasszony (2001-2010)
- Az ötszörös olimpiai bajnok Egerszegi Krisztinával készült portréfilm riportere
- DIGISport Reggeli Start című műsorának műsorvezetője (2017)